# 完顏昂 (漢國公)
完颜昂（1100年—1163年），本名奔睹。金朝宗室、大將，金昭祖石魯曾孫，金景祖烏骨廼弟完颜孛黑（完颜跋黑）之孙，完颜斜斡之子。完顏宗浩之父。

## 生平

### 早年
小时候侍从太祖完颜阿骨打，臂力过人，赐他佩戴金牌。年十七岁，从军伐辽国。1122年，奉国论勃极烈完颜斜也的命令，到完颜宗翰处议定到鸳鸯泊追击天祚帝。1124年，奉军令率领完颜阇母之命，和刘彦宗发兵征讨南京叛乱。然后随完颜宗望攻打北宋。任河南诸路兵马都统，称为金牌郎君。和完颜宗弼领兵三千为先锋，攻取开封府。领兵八谋克，战败宋军万人。1129年，追击宋高宗至东海。和完颜撒里喝领兵八千攻取河西各县。攻取宁洮寨、安陇寨、收降乐州都护和河州安抚使。至西宁州，都护以城投降，吐蕃酋长之孙赵钤辖率领的木波首领五人投降。后来领军四千积石军士卒，攻下廓州。1138年，授镇国上将军、东平尹。

### 对陣岳飞
1139年岳飛率軍十萬攻打東平，當時東平金軍五千，完顏昂在城外桑林佈滿旗幟，以為疑兵，自己率領精兵排列於前。岳飛見滿山旗幟，不敢進兵，相持數日而退。東平解圍。完顏昂追擊岳飛，至清口。當時大雨，岳飛逆水而走。完顏昂知道岳飛誘敵，夜半退軍。當夜，岳飛劫營，無所得而去。岳飛又將兵十萬攻邳州，城兵只千餘人，守將驚懼，派人問計於完顏昂。完顏昂曾至下邳，知其城中西南角有一條一丈多深的塹壕，便急令守將填平它。守將按他說的那樣做，填平了塹壕。岳飛果然從那個地方挖地道進城，知道城中有防備後，於是停止了挖地道。完顏昂帶兵前來增援，岳飛於是撤退。

### 事奉完颜亮
完颜昂在东平为官七年，改任益都尹，历任东北路招讨使、崇义军节度使、会宁牧。1149年，完颜亮即位，改任他为安武军节度使，历任元帅右都监、左监军、上京路移里闵斡鲁浑河世袭猛安。完颜亮增其四谋克，他只受亲管谋克，其他让给族兄弟。1150年，任枢密副使。1153年，任太子太保，进枢密使，尚书左丞相。1154年，为太尉。封沈国公。进太保，判大宗正事，封楚国公。1156年，随完颜亮攻打南宋，任左领军大都督。他为人谨慎，因为完颜亮暴虐，他常常饮酒大醉，以避杀身之祸。1161年，完颜亮被杀，他派人到南京开封府杀死太子完颜光英，派儿子女婿祝贺金世宗即位。1162年，进封汉国公，任都元帅，经略山东。1164年，在中都病卒。他兄弟和睦，亲族贫困，他一定厚赠。所得赏赐，分给部下。家居饮酒作乐，花费甚大。有人劝他为子孙多积钱财。他说“人各有命，但使其能自立尔，何至为子孙奴耶？”